# Thorild Olsson (konstnär)
Thorild Birger Olsson, född 28 maj 1902 i Göteborg, död 22 februari 1973 i Kungsbacka, Hallands län, var en svensk målare.
Han var son till styrmannen Carl Olsson och Edvina Norberg och från 1938 gift med Ingrid Marie-Anne Skantze. Olsson studerade för Tor Bjurström vid Valands målarskola och vid Maison Watteau i Paris samt under studieresor till bland annat Italien och Frankrike. Separat ställde han ut första gången 1932 i Göteborg och den utställningen följdes senare upp med utställningar i Halmstad, Stockholm och Falkenberg. Han medverkade i samlingsutställningar med Hallands konstförening, Norra Hallands konstförening. Bland hans offentliga arbeten märks en väggmålning vid Östra realläroverket i Göteborg. Hans konst består till stor del av landskapsmålningar med motiv från nordhalländska kustbygder. Olsson är representerad vid Hallands konstmuseum och Hallands kulturhistoriska museum.